# Barco (Ferrara)
Il Barco è un quartiere di Ferrara, appartenente alla Circoscrizione 3. Il suo nome deriva dall'antica tenuta destinata alla caccia e alle piantagioni di proprietà degli Este che si estendeva dal nord delle mura di Ferrara sino alle rive del Po.

## Storia

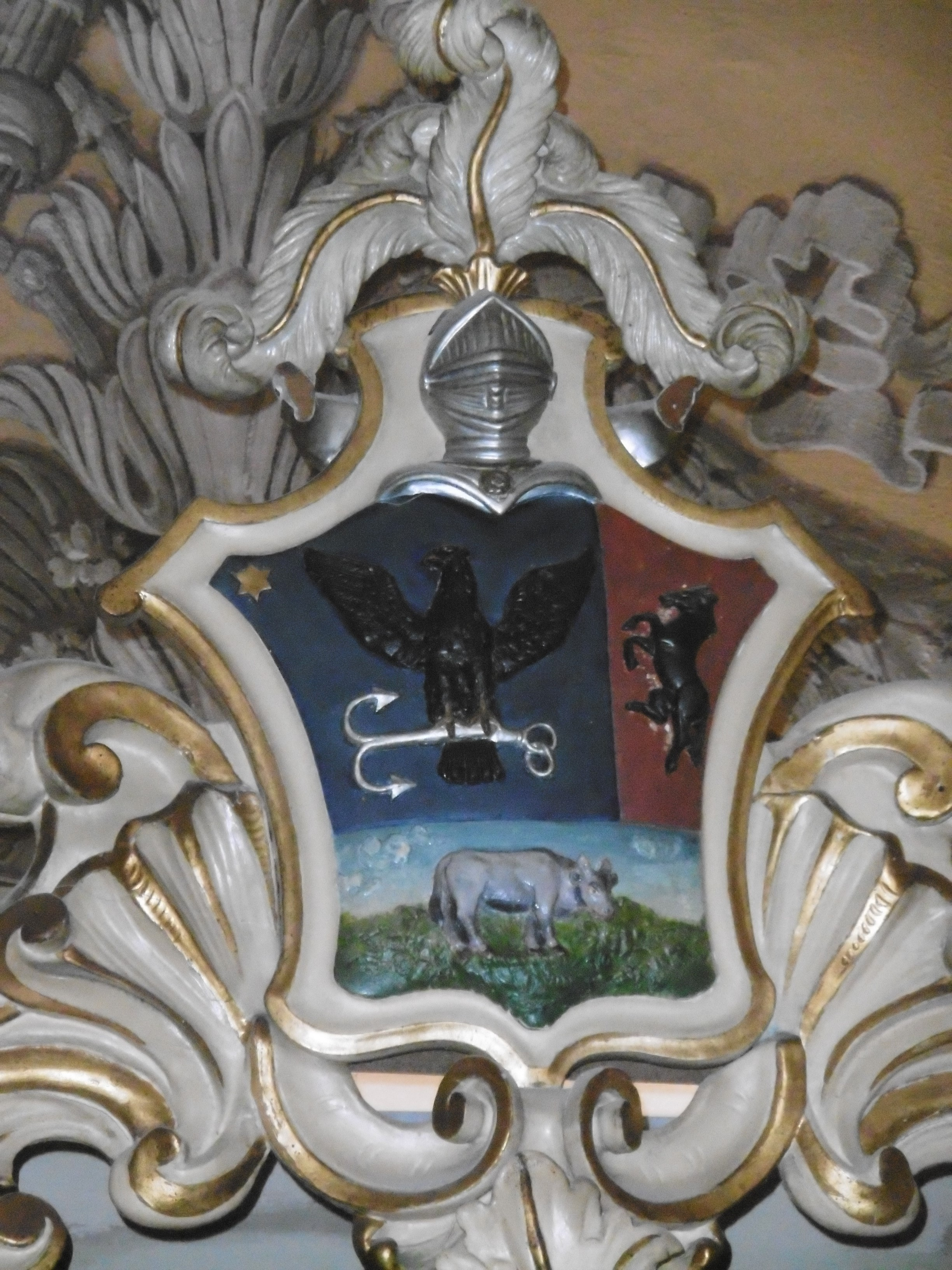
Stemma della famiglia Braghini Nagliati (già Rossetti)

La tenuta del Barco nacque tra il 1471 e il 1472 per volere del duca Ercole I d'Este e si estese dalla torre dei Leoni del Castello Estense sino alle sponde del fiume Po, a nord della città. Tale appezzamento terriero fu successivamente recintato da mura e vi furono introdotte diverse specie di animali esotici. Il Barco ebbe funzione di riserva venatoria ed al suo interno trovarono posto anche piccoli edifici, utilizzati come ricoveri per gli animali. Nella parte più vicina alla città, poi inserita nel cerchio delle mura con l'Addizione Erculea, fu costruita una delle numerose Delizie estensi, la Delizia di Belfiore, non più esistente. Questa modificò il nome alla tenuta che divenne Barco nuovo di Belfiore.
Il perimetro adiacente alle mura difensive fu in gran parte modificato quando, a partire dal 1491, iniziarono i lavori di costruzione dell'addizione diretti da Biagio Rossetti su direttive di Ercole I. La tenuta del Barco nuovo di Belfiore venne in parte inglobata all'interno del nuovo perimetro murario ed il suo territorio fu suddiviso in due aree intorno al 1495: un settore nord che continuava ad essere destinato alla caccia ed alle colture e che si estendeva sino a Francolino, ed un settore sud trasformato nella nuova parte di città in costruzione e denominata Barchetto.
Il territorio del Barco si estendeva dalle mura al fiume Po da nord a sud, ad est si prolungava sino a Francolino e ad ovest confinava con il Canale Panfilio e con la strada per Pontelagoscuro, localizzato sulle sponde del Po ed in espansione verso la città. Nei documenti catastali del 1700 questa zona era denominata Barco Bentivoglio, appartenente alla famiglia Bentivoglio e passato successivamente nelle proprietà di Giovanni Braghini Nagliati, nominato marchese del Barco nel 1841 da papa Gregorio XVI in seguito alle nozze con Donna Livia della famiglia Della Rovere. La superficie del Barco era di 580 ettari, dei quali 250 destinati alla coltivazione di viti ed orti, 240 per i prati per il fieno e 75 destinati ai pascoli.

### Progetto INA-Casa
Il territorio del Barco confina a nord con Pontelagoscuro ed a sud con l'adiacente quartiere del Doro ed è attraversato dalla via Bentivoglio, l'arteria stradale principale attorno alla quale si è sviluppato il quartiere moderno. Il territorio è infatti stato oggetto di un importante intervento edilizio nei primi anni quaranta dell'INA-Casa, che aveva lo scopo di realizzare abitazioni ed alloggi di edilizia residenziale pubblica, in particolare per lavoratori e operai delle zone industriali. Il quartiere fu costruito nelle adiacenze del Polo chimico di Ferrara con lo scopo primario di offrire alloggi ed appartamenti per i lavoratori. Le palazzine furono costruite seguendo il modello del "quartiere giardino", ovvero con basse volumetrie e con ampie aree verdi che circondavano gli edifici.
Dopo quasi 30 anni dalla sua costruzione, negli anni settanta il quartiere cominciò a registrare problemi di degrado negli edifici e negli spazi pubblici, inducendo il Comune di Ferrara alla formulazione di un piano di ristrutturazione del quartiere, che verrà attuato soltanto nel 1996. Tale piano di riqualificazione prevedeva l'abbattimento degli edifici fatiscenti e l'edificazione di nuove palazzine di 3 piani, ognuna circondata da verde pubblico. Nella strada parallela alla via Bentivoglio vennero costruiti quattro palazzi di 6 piani, ai margini estremi della strada, insieme alla costruzione di un supermercato, di una palestra e di una biblioteca, intitolata a Giorgio Bassani. A barco è anche presente la chiesa parrocchiale dedicata a San Pio X.
In tempi recenti il Comune ha provveduto anche alla riqualificazione della stessa via Bentivoglio nel corso del 2009 limitatamente al quartiere Barco insieme all'edificazione di nuove palazzine in sostituzione di vecchi edifici obsoleti i cui lavori sono iniziati nel 2011.

## Viabilità e trasporti
Oltre ad essere attraversato dalla via Bentivoglio, che ne rappresenta l'asse viario principale che collega il quartiere alla città, l'area è dotata di una strada a carattere residenziale parallela alla via Bentivoglio, con la quale forma un isolato delimitato da quattro palazzi posti ai margini della medesima strada. Il quartiere è inoltre confinante ad ovest con la Strada Statale 16 Adriatica e ad est è attraversato dalla Ferrovia Padova-Bologna. Il trasporto pubblico è garantito da due linee di autobus, la numero 2 che effettua il capolinea a sud del quartiere e passando per il Doro, e la numero 11 che attraversa il Barco percorrendo la via Bentivoglio sino a Pontelagoscuro.